# Marco Claudio Marcelo (cónsul 287 a. C.)
Marco Claudio Marcelo  fue un político romano del siglo III a. C. miembro de los Claudios Marcelos, una rama de la gens Claudia. Fue probablemente hijo del consular Marco Claudio Marcelo. Alcanzó el consulado en el año 287 a. C.